# Santagata (cognome)
Santagata è un cognome di lingua italiana.

## Varianti
Santagà, Santagada, Santagati.

## Origine e diffusione
Il cognome è tipicamente ligure, napoletano e siciliano.
Potrebbe derivare da un toponimo.
La variante Santagà è veneta.

## Persone
- Antonio Giuseppe Santagata (1888-1985) – pittore e scultore italiano
- Giulio Santagata (1949-2024) – politico italiano
- Marco Santagata (1947-2020) – scrittore, critico letterario e docente universitario italiano